# Leon B. Postigo
Leon B. Postigo est une localité de la province de Zamboanga du Nord, aux Philippines. En 2015, elle compte 26 221 habitants.